# Cecropide
Cecropide (in greco antico: Κεκροπίς?, Kekropís) era la settima delle dieci tribù di Atene istituite dalla riforma di Clistene, avente come eroe eponimo il primo leggendario re di Atene Cecrope.

## Demi
La tribù Cecropide comprendeva, come le altre, una trittia della Mesogea, una della Paralia e una dell'asty, alle quali inizialmente appartenevano 6, 2 e 3 demi, aventi rispettivamente 21 (forse), 14 (forse) e 15 buleuti, per un totale di 11 demi e 50 buleuti.
I demi calarono a 8 nel 307 a.C. e a 7 nel 224 a.C., risalirono a 10 per qualche mese nel 201 a.C., scendendo subito dopo a 9, e infine divennero 8 nel 126. Questo è l'elenco:

### Trittia della Mesogea
- Atmono (dal 201 a.C. Attalide)
- Epicide
- Flia (dal 224 a.C. Tolemaide)
- Pito
- Sipaletto
- Trinemea

### Trittia della Paralia
- Essone
- Ale Essonide

### Trittia dell'asty
- Dedalide (dal 307 a.C. Demetriade, dal 201 a.C. di nuovo Cecropide, dal 126 Adrianide)
- Melite (dal 307 a.C. Demetriade, dal 201 a.C. di nuovo Cecropide)
- Xipete (dal 307 a.C. Demetriade, dal 201 a.C. di nuovo Cecropide)